# Christian Retzer
Christian Retzer (* 7. Januar 1982 in Deggendorf) ist ein ehemaliger deutscher Eishockeyspieler, der als Verteidiger und Stürmer eingesetzt wurde. Sein Bruder Stephan war ebenfalls Eishockeyspieler und stand bis 2012 beim ERC Ingolstadt unter Vertrag.

## Karriere
Im Alter von sechs Jahren setzte Christian Retzer sich erstmals ernsthaft mit dem Eishockeysport auseinander. Sein erstes bedeutsames Spiel absolvierte er mit 16 Jahren bei den Deggendorfer Flames. In seinem Heimatverein baute Retzer seine Fähigkeiten soweit aus, dass es drei Jahre später in die DEL zu den Kassel Huskies wechseln konnte. Mit den Hessen erreichte der Bayer zunächst zweimal die Endrunde, bevor er 2005 mit der Mannschaft sportlich abstieg. Die Huskies bekamen durch den Lizenzentzug des EHC Wolfsburg noch die Chance in der Liga zu verbleiben, doch zu diesem Zeitpunkt hatte Christian Retzer schon einen Vertrag bei den Nürnberg Ice Tigers unterzeichnet. Dort bekam der gelernte Stürmer die Gelegenheit weitere Erfahrungen zu sammeln und wechselte zu Beginn der Saison 2006/07 nach Straubing, beendete diese allerdings als Verteidiger. Die Umstellung vom Stürmer zum Verteidiger gelang dem gebürtigen Deggendorfer so gut, dass er im Team der Straubinger in der Spielzeit 2007/08 dauerhaft auf dieser Position eingesetzt wurde. Nach vier Jahren in Straubing wurde sein Vertrag beim Erstligisten nicht mehr verlängert. Retzer trainierte daraufhin bei der Zweitligamannschaft Landshut Cannibals, wo er schließlich einen Vertrag erhielt und am fünften Spieltag der Saison 2010/11 erstmals für die Dreihelmenstädter spielte. Im Sommer 2011 verließ er die Cannibals und kehrte zu seinem Heimatverein Deggendorf Fire in die Oberliga zurück, wo er seine aktive Karriere beendete.
Seit dem 1. Oktober 2016 ist er in der Geschäftsstelle seines ehemaligen Clubs Straubing Tigers tätig. Zuvor hatte er parallel zu seinem Engagement in Deggendorf ein Duales Studium in Gesundheitsmanagement absolviert.

### International
Mit den deutschen Juniorennationalmannschaften nahm er an der U18-WM 2000 sowie der U20-Weltmeisterschaft 2002 teil. Bislang stand er zudem einmal für die A-Nationalmannschaft in einem Spiel gegen Slowenien auf dem Eis.

## Erfolge und Auszeichnungen
- Gewinn der Juniorenmeisterschaft
- Gewinn der U-20 B-Weltmeisterschaft

## Karrierestatistik
| 1999/00              | Deggendorfer EC      | OL                   | 50  | 3  | 3  | 6  | 10 | –  | – | – | – | – |
| 2000/01              | Deggendorfer EC      | JunBL                | 11  | 6  | 8  | 14 | 12 |    |   |   |   |   |
| 2000/01              | Deggendorfer EC      | OL                   | 38  | 5  | 5  | 10 | 6  | –  | – | – | – | – |
| 2001/02              | Deggendorfer EC      | OL                   | 46  | 3  | 15 | 18 | 8  | 4  | 1 | 3 | 4 | 2 |
| 2001/02              | Deggendorfer EC      | JunBL                | 4   | 4  | 3  | 7  | 4  |    |   |   |   |   |
| 2002/03              | Kassel Huskies       | DEL                  | 59  | 3  | 3  | 6  | 2  | 7  | 1 | 1 | 2 | 0 |
| 2003/04              | Kassel Huskies       | DEL                  | 52  | 3  | 5  | 8  | 2  | –  | – | – | – | – |
| 2004/05              | Kassel Huskies       | DEL                  | 34  | 1  | 4  | 5  | 6  | 7  | 0 | 0 | 0 | 0 |
| 2005/06              | Nürnberg Ice Tigers  | DEL                  | 54  | 2  | 3  | 5  | 4  | 4  | 0 | 0 | 0 | 0 |
| 2006/07              | Straubing Tigers     | DEL                  | 52  | 2  | 6  | 8  | 26 | –  | – | – | – | – |
| 2007/08              | Straubing Tigers     | DEL                  | 56  | 2  | 6  | 8  | 20 | –  | – | – | – | – |
| 2008/09              | Straubing Tigers     | DEL                  | 51  | 1  | 7  | 8  | 16 | –  | – | – | – | – |
| 2009/10              | Straubing Tigers     | DEL                  | 12  | 0  | 0  | 0  | 0  | –  | – | – | – | – |
| 2010/11              | Landshut Cannibals   | 2. BL                | 41  | 0  | 9  | 9  | 2  | 6  | 0 | 0 | 0 | 0 |
| Oberliga gesamt      | Oberliga gesamt      | Oberliga gesamt      | 134 | 11 | 23 | 34 | 24 | 4  | 1 | 3 | 4 | 2 |
| 2. Bundesliga gesamt | 2. Bundesliga gesamt | 2. Bundesliga gesamt | 41  | 0  | 9  | 9  | 2  | 6  | 0 | 0 | 0 | 0 |
| DEL gesamt           | DEL gesamt           | DEL gesamt           | 370 | 14 | 34 | 48 | 76 | 18 | 1 | 1 | 2 | 0 |